# 胡齊斯坦阿拉伯分離主義
胡齊斯坦阿拉伯分離主義又稱胡齊斯坦起義是於伊朗胡齊斯坦省長達數十年的分離主義運動，自1920年至今，胡齊斯坦的緊張局勢經常導致伊朗暴力事件和分離主義運動蔓延。

## 緣由
胡齊斯坦的人口組成主要由伊朗阿拉伯人組成，信仰伊斯蘭教什葉派，語言多為阿拉伯語。因此經常與當地說著波斯語的波斯人起衝突。在伊朗崇高國時期，阿拉伯斯坦一直是崇高國的自治酋長國，但在謝赫·卡扎爾叛亂後，失去了原有的自治地位，時至今日，經過數十年的抗爭，該地區的分離主義運動仍然被鎮壓，其中，阿瓦士民族解放運動主張建立獨立的「胡齊斯坦阿拉伯共和國」。